# Piotr (biskup poznański)
Piotr herbu Prawdzic (zm. 11 maja 1254) – biskup poznański.
Według Jana Długosza był szlachcicem z rodu Prawdziców, nie ma jednak na to dowodów w źródłach współczesnych. W 1218 był kanonikiem kapituły poznańskiej, od 1220 jej archidiakonem, a od 1243 dziekanem. Po śmierci biskupa Bogufała (9 lutego 1253) został obrany jego następcą (23 marca 1253). Początkowo arcybiskup Pełka odmówił zatwierdzenia jego elekcji, jednak po interwencji nuncjusza papieskiego opata Opizzo z Mezzano udzielił mu sakry biskupiej. Piotr niedługo sprawował posługę biskupią w Poznaniu, gdyż już w następnym roku zmarł.